# پیستول ریور (اورگن)
پیستول ریور (به انگلیسی: Pistol River) یک منطقهٔ مسکونی در ایالات متحده آمریکا است که در شهرستان کوری، اورگن واقع شده‌است. پیستول ریور ۱٫۵۳ کیلومتر مربع مساحت و ۸۴ نفر جمعیت دارد و ۶٫۴ متر بالاتر از سطح دریا واقع شده‌است.